# Holograf 1
Holograf 1 este albumul de debut al formației Holograf, apărut în anul 1983 la casa de discuri Electrecord. Înregistrat în același an, materialul era programat inițial să ocupe o față de disc din seria Formații rock, fiind vorba în total de 5-6 piese, însă Vasile Șirli (director Electrecord la acea vreme), plăcându-i piesele, le-a solicitat membrilor trupei să imprime și fața a doua a discului, pentru realizarea unui LP complet. Noile melodii au fost compuse în numai o săptămână, între care „Anotimpurile”, cântată pe mai multe voci și scrisă de claviaturistul Tino Furtună. Aceasta este singura melodie de pe disc ce nu îl are ca autor pe Mihai Pocorschi, principalul compozitor și cel care a dat orientările stilistice ale formației în primii ani. În componența Holograf pentru acest album se regăsesc doi muzicieni veniți cu puțin timp înainte de la trupa Redivivus din Craiova: Nikos Temistocle (chitară bas) și Gabriel Cotabiță (solist vocal).
Acest prim LP reprezintă singurul produs discografic din istoria grupului Holograf realizat fără vocea lui Dan Bittman, care urma să fie cooptat doi ani mai târziu, înlocuindu-l pe Cotabiță. Stilul muzical al formației nu era încă definitivat, motiv pentru care piesele albumului sunt de o (destul de) largă diversitate, pendulând în principiu între hard rock și new wave. Din acest punct de vedere, Holograf 1 rămâne un album atipic în raport cu tot ceea ce a urmat pentru longeviva formație. În 2002, când Cotabiță și Pocorschi au înființat VH2, cei doi au refăcut „Balada controlorului” și „Păsări de fum” de pe acest disc și le-au inclus pe Greatest Hits.

## Lista pieselor
1. Suntem aici doar pentru voi
2. Balada controlorului
3. Nu ne-ntoarcem din drum
4. Lumea
5. Păsări de fum
6. Singurătatea astronautului YX-5793
7. Anotimpurile
8. Te-aștept să vii
9. Secolul XXI
10. Rock-ul dezarmării

Muzică: Mihai Pocorschi (1-6, 8-10); Antoniu Furtună (7)
Versuri: Mihai Pocorschi (1-10)

## Personal
- Gabriel Cotabiță – solist vocal
- Mihai Pocorschi – chitară solo; voce la piesele „Balada controlorului” și „Rock-ul dezarmării”
- Sorin Ciobanu – chitară solo
- Nikos Temistocle – chitară bas
- Antoniu (Tino) Furtună – instrumente cu clape
- Emilian (Edi) Petroșel – baterie

A colaborat:
- Florian Pittiș – voce la piesa „Balada controlorului”

Înregistrări muzicale și mixaje efectuate în studioul Tomis–Electrecord, București, 1983. Maestru de sunet: Theodor Negrescu. Redactor muzical: Ștefan Cărăpănceanu. Fotografie: Dinu Lazăr. Grafică: Relu Bițulescu. Text de prezentare: Florin-Silviu Ursulescu.

## Legături externe
- Albumul Holograf 1 pe YouTube
- Albumul Holograf 1 Arhivat în 28 mai 2023, la Wayback Machine. pe Deezer